# 14 kilómetros
14 kilómetros es una película dramática española dirigida por el cineasta Gerardo Olivares y que se alzó con la Espiga de Oro en la Semana Internacional de Cine de Valladolid 2007, siendo la primera película española que logra el máximo galardón del festival.

## Sinopsis
Violeta es una joven de Malí que huye de su casa al saber que su familia ha concertado su matrimonio con un anciano que abusaba de ella cuando era una niña y mayor. Buba Di Gionati y Mukela, también llamado el Chapas son dos hermanos de Níger que deciden viajar a Europa en busca de una vida mejor. Durante el trayecto se encuentran con Violeta, y los tres cruzan el Sáhara donde Buba pierde a su hermano por la deshidratación y el Sol. Después de perder a su hermano, los acogen la tribu de los Tuareg para que recuperen las fuerzas y cuando parten, los puestos fronterizos suponen una gran dificultad para cruzar hacia su esperado futuro. En el estrecho de Gibraltar, toman una patera para cruzar hacia España y lo consiguen pero los policías de frontera se los impiden. No obstante, un policía hizo la vista gorda dejándolos libres.